# Anomala contenta
Anomala contenta är en skalbaggsart som beskrevs av Hermann Julius Kolbe 1897. Anomala contenta ingår i släktet Anomala och familjen Rutelidae. Inga underarter finns listade i Catalogue of Life.